# Michel Arino
Pour les articles homonymes, voir Arino.
Pas d'image ? Cliquez ici

a Compétitions nationales et continentales officielles uniquement.

b Matchs officiels uniquement.
 Michel Arino, né le 8 février 1938 à Penne-d'Agenais (France), est un joueur international français de rugby à XV, qui a joué avec le SU Agen au poste de trois-quarts aile.

## Biographie
Michel Arino naît le 8 février 1938 à Penne-d'Agenais dans le département français du Lot-et-Garonne,.
Il commence la pratique du rugby à XV au CA Villeneuve-sur-Lot, évoluant en championnat régional honneur. Par la suite, après 28 mois de service militaire au Maroc, où il joue toujours au rugby dans un club, il effectue son retour en France et est contacté par le SU Agen, club de première division. Signant pour le club agenais, il y reste trois saisons, remportant le Championnat de France en 1962 et disputant un test match avec l'équipe de France le 11 novembre 1962 contre l'équipe de Roumanie,,.
Par la suite, il rejoint l'US Marmande puis l'AS Penne Saint-Sylvestre, où il termine sa carrière de joueur.
En dehors du rugby, il est coiffeur de profession.

## Statistiques en équipe nationale
- Sélections en équipe de France : 1 en 1962.

## Palmarès
- Vainqueur du Championnat de France en 1962 avec le SU Agen.
- Vainqueur du Challenge Yves du Manoir en 1963 avec le SU Agen.